# National Commerce Bank
La National Commerce Bank est un gratte-ciel construit à Jeddah en Arabie saoudite en 1984. Il mesure 126 mètres de hauteur et abrite des locaux de la  Saudi National Bank, anciennement National Commercial Bank, la plus importante banque d'Arabie saoudite et du monde arabe.
À sa construction c'était le plus haut immeuble de Jeddah et de l'Arabie saoudite.
La surface de plancher de l'immeuble est de 71 163 m2.
L'immeuble qui a une forme triangulaire  n'a pratiquement aucune fenêtre ouvrant sur l'extérieur, la plupart des fenêtres ouvrent sur les espaces intérieurs de l'immeuble.
Les étages intérieurs font l'objet d'un grand raffinement avec par exemple du marbre et du granite noir.
L'immeuble qui rompt avec le style international en vigueur jusqu'au début des années 1980 a été conçu par Gordon Bunshaft de l'agence SOM. Il a été récompensé en 1987 par l'association américaine des architectes.